# Jag har bott vid en landsväg
Jag har bott vid en landsväg är en sång skriven av Alvar Kraft och Charles Henry. Den blev en stor framgång med bland andra Edvard Persson 1939 i samband med filmen Kalle på Spången från samma år.
Sången har översatts till finska ("..Mökki maantien laidassa") av Saukki, och framförts av bland andra Eino Grön. Dessutom har Acre Kari och Jani Uhlenius anpassat melodin från vals till foxtrot.